# Reprezentacja Irlandii w piłce nożnej mężczyzn
Reprezentacja Irlandii w piłce nożnej mężczyzn – zespół piłkarski, biorący udział w imieniu Irlandii w meczach i sportowych imprezach międzynarodowych, powoływany przez selekcjonera, w którym mogą występować wyłącznie zawodnicy posiadający obywatelstwo irlandzkie. Za jego funkcjonowanie odpowiedzialny jest Irlandzki Związek Piłki Nożnej (FAI).

## Historia
Pierwszy nieoficjalny mecz reprezentacja Irlandii w piłce nożnej rozegrała 18 lutego 1882 roku. W Belfaście gospodarze przegrali z reprezentacją Anglii 0:13.
Na przełomie XIX i XX wieku w irlandzkich szkołach grano w tzw. futbol gaelicki, rodzimą odmianę piłki nożnej z elementami rugby, który w Irlandii jest popularny do dziś. Futbol gaelicki pojawił się na Zielonej Wyspie już w XVI wieku. Oprócz futbolu gaelickiego górował nad nią także hurling, dyscyplina będąca przodkiem współczesnego hokeja na trawie. Z tego powodu piłka nożna przez długie lata nie była w Irlandii popularna.
Pierwszą imprezą międzynarodową, w której udział wzięli piłkarze z Irlandii, były Igrzyska Olimpijskie w 1924. Podczas paryskiej olimpiady reprezentanci Zielonej Wyspy pokonali w 1/8 finału Bułgarię (1:0), zaś w ćwierćfinale dopiero po dogrywce ulegli Holendrom (1:2). Bramki dla swojego zespołu zdobyli Paddy Duncan i Frank Ghent. Biorąc pod uwagę to, że w innych ćwierćfinałach do rozstrzygnięcia spotkań potrzebne było jedynie 90 minut, Irlandczycy mogą uznawać, że w tym turnieju zajęli 5. miejsce.
Na pierwsze zwycięstwo w eliminacjach do mistrzostw świata reprezentacja Irlandii czekała do roku 1949, kiedy w Dublinie pokonała 3:0 reprezentację Finlandii. Przez prawie czterdzieści lat reprezentacja nie potrafiła wznieść się ponad przeciętność, przegrywając kolejne kwalifikacje do międzynarodowych turniejów. Pozostawała w cieniu nie tylko reprezentacji Anglii, ale i reprezentacji Irlandii Północnej oraz reprezentacji Szkocji.
Przełomem okazało się zatrudnienie w 1986 roku na stanowisku trenera kadry Jackiego Charltona, który w 1966 roku jako zawodnik wraz z reprezentacją Anglii zdobył mistrzostwo świata. Charlton był pierwszym etatowym selekcjonerem, wszyscy poprzedni prowadzili drużynę w określonych meczach i najczęściej pracowali także w klubach. W 1988 roku reprezentacja Irlandii po raz pierwszy w historii awansowała do wielkiego turnieju – do mistrzostw Europy. Na niemieckich boiskach, mimo iż zakończyła swój udział na fazie grupowej, zaprezentowała się dobrze – zremisowała z późniejszymi wicemistrzami Europy, reprezentacją Związku Radzieckiego oraz, przede wszystkim, co w kraju przyjęto z wielkim entuzjazmem, pokonała reprezentację Anglii 1:0. Na tamtym turnieju pokazało się nowe pokolenie piłkarzy z bramkarzem Patem Bonnerem, obrońcami Mickiem McCarthym i Davidem O’Learym, pomocnikami Andym Townsendem i Rayem Houghtonem oraz napastnikami Johnem Aldridgem, Niallem Quinnem i Tonym Cascarino na czele, które w 1990 roku dotarło do ćwierćfinału mistrzostw świata. Generacja ta uznawana jest za najlepszą w historii futbolu irlandzkiego. Kilku z tych zawodników, wspomaganych przez młodszych Denisa Irwina i Roya Keane’a, grało także na Mundialu 1994. Pod koniec 1995 roku po prawie dziesięciu latach pracy Jack Charlton zrezygnował z posady selekcjonera.
Jego następcą został niedawny zawodnik kadry Mick McCarthy. Najpierw przegrał z reprezentacją w barażach do Mundialu 1998 i Euro 2000, aż wreszcie w 2002 awansował do mistrzostw świata. Nowe pokolenie zawodników (Shay Given, Robbie Keane, Damien Duff, Kevin Kilbane i ciągle Roy Keane, Steve Staunton i Niall Quinn) po wyeliminowaniu w meczach grupowych mistrza Afryki reprezentacji Kamerunu i reprezentacji Arabii Saudyjskiej w drugiej rundzie przegrało w rzutach karnych z reprezentacją Hiszpanii. Po nieudanym początku eliminacji do Euro 2004 Mick McCarthy podał się do dymisji.
Dwa lata selekcjonerskiej przygody jego następcy Briana Kerra ocenione zostały bardzo krytycznie. W eliminacjach do Mundialu 2006 reprezentacja Irlandii zajęła dopiero czwarte miejsce w grupie.
Od stycznia 2006 roku do października 2007 trenerem kadry był 37-letni Steve Staunton, rekordzista pod względem liczby występów w reprezentacji, któremu pomagał (w charakterze konsultanta) 73-letni Anglik Sir Bobby Robson. Jednak temu duetowi nie udało się wprowadzić reprezentacji Irlandii do Euro 2008. Podopieczni Steve’a Stauntona nie tylko przegrali z reprezentacją Niemiec i reprezentacją Czech, ale również ulegli reprezentacji Cypru 2:5 (w rewanżu zremisowali 1:1).
W 2009 roku grali w eliminacjach do Mistrzostw Świata 2010 i w grupie zajęli drugie miejsce za reprezentacją Włoch. W barażach przegrali po kontrowersyjnym golu Williama Gallasa, przez który reprezentacja Irlandii nie zakwalifikowała się na Mundial. Obecnym trenerem reprezentacji jest Martin O’Neill.
W 2011 roku reprezentacja Irlandii brała udział w turnieju Nations Cup gdzie zmierzyła się z reprezentacjami Szkocji, Walii i Irlandii Północnej.
14 czerwca 2012 roku, na stadionie w PGE Arena w Gdańsku odpadli z rozgrywek w fazie grupowej UEFA EURO 2012 przegrywając z reprezentacją Hiszpanii 0:4. W ostatnich 7 minutach spotkania irlandzcy kibice odśpiewali hymn The Fields of Athenry, okazując wsparcie dla drużyny i robiąc wrażenie na komentatorach.
W 2014 roku Irlandczykom znów nie udało się awansować do Mistrzostw Świata. W swojej grupie eliminacyjnej zajęli dopiero czwarte miejsce z czternastoma punktami na koncie po czterech zwycięstwach, dwóch remisach i czterech porażkach. za reprezentacjami Niemiec, Szwecji i Austrii, a przed Kazachstanem i Wyspami Owczymi.
Co nie udało się w 2014 roku udało się w eliminacjach do Mistrzostw Europy 2016. Podopieczni Martina O’Neilla zagrali w nich w jednej grupie z Niemcami, Polską, Szkocją, Gruzją i Gibraltarem. Zajęli w niej trzecie miejsce z osiemnastoma punktami na koncie po pięciu zwycięstwach, trzech remisach i dwóch porażkach. Dzięki temu Irlandczycy zagrali w barażach o awans, w których to spotkali się z reprezentacją Bośni i Hercegowiny. Po remisie 1:1 w pierwszym meczu rozegranym w Zenicy, w meczu rewanżowym padł wynik 2:0 dla Irlandii, dzięki czemu awansowali oni do turnieju finałowego.
Na Euro 2016 we Francji reprezentacja Irlandii trafiła do grupy E razem z Włochami, Belgią i Szwecją. Po jednym zwycięstwie (z Włochami 1:0), jednym remisie (ze Szwecją 1:1) i jednej porażce (z Belgią 0:3), z czterema punktami na koncie zajęli trzecie miejsce w grupie i awansowali do dalszej fazy turnieju. W 1/8 finału trafili na reprezentację gospodarzy turnieju, Francji z którą przegrali 1:2. Jedyną bramkę dla Irlandczyków w tym meczu zdobył Robbie Brady (z rzutu karnego w drugiej minucie spotkania). Reprezentacja Irlandii odpadła tym samym z mistrzostw.
W eliminacjach do Mistrzostw Świata 2018 Irlandczycy grali w grupie D razem z Serbią, Walią, Austrią, Gruzją i Mołdawią. Zajęli w niej drugie miejsce z dziewiętnastoma punktami na koncie po pięciu zwycięstwach, czterech remisach i porażce. Dało im to prawo gry w barażach o awans w których trafili na reprezentację Danii. W pierwszym meczu barażowym w Kopenhadze padł bezbramkowy remis. W drugim rozegranym w Dublinie ekipa irlandzka przegrała 1:5 co skutkowało brakiem awansu na mundial.
Obecnym selekcjonerem Irlandczyków jest Stephen Kenny.

## Aktualny skład
Lista 23 piłkarzy powołanych przez selekcjonera Martina O’Neilla na Euro 2016:
Bramkarze:
- Keiren Westwood
- Shay Given
- Darren Randolph

Obrońcy:
- Séamus Coleman
- Ciaran Clark
- John O’Shea
- Richard Keogh
- Shane Duffy
- Cyrus Christie
- Stephen Ward

Pomocnicy:
- Glenn Whelan
- Aiden McGeady
- James McCarthy
- James McClean
- Jeff Hendrick
- David Meyler
- Robbie Brady
- Wes Hoolahan
- Stephen Quinn

Napastnicy:
- Shane Long
- Robbie Keane
- Jonathan Walters
- Daryl Murphy

Źródło: https://web.archive.org/web/20160711014054/http://euro2016.pl/reprezentacja-irlandii/

## Udział wMistrzostwach Świata
- 1930 – Nie brała udziału
- 1934–1986 – Nie zakwalifikowała się
- 1990 – Ćwierćfinał
- 1994 – 1/8 finału
- 1998 – Nie zakwalifikowała się
- 2002 – 1/8 finału
- 2006–2022 – Nie zakwalifikowała się

## Eliminacje doMistrzostw Świata w Piłce Nożnej 2010

### Grupa H
| Miejsce | Drużyna    | Mecze | Punkty | Zwyc. | Rem. | Por. | Bramki |
| ------- | ---------- | ----- | ------ | ----- | ---- | ---- | ------ |
| 1       | Włochy     | 10    | 24     | 7     | 3    | 0    | 18-7   |
| 2       | Irlandia   | 10    | 18     | 4     | 6    | 0    | 12-8   |
| 3       | Bułgaria   | 10    | 14     | 3     | 5    | 2    | 17-13  |
| 4       | Cypr       | 10    | 9      | 2     | 3    | 5    | 14-16  |
| 5       | Czarnogóra | 10    | 9      | 1     | 6    | 3    | 9-14   |
| 6       | Gruzja     | 10    | 3      | 0     | 3    | 7    | 7-19   |

|            | Bułgaria | Cypr | Gruzja | Włochy | Czarnogóra | Irlandia |
| ---------- | -------- | ---- | ------ | ------ | ---------- | -------- |
| Bułgaria   | X        | 2:0  | 6:2    | 0:0    | 4:1        | 1:1      |
| Cypr       | 4:1      | X    | 2:1    | 1:2    | 2:2        | 1:2      |
| Gruzja     | 0:0      | 1:1  | X      | 0:2    | 0:0        | 1:2      |
| Włochy     | 2:0      | 3:2  | 2:0    | X      | 2:1        | 1:1      |
| Czarnogóra | 2:2      | 1:1  | 2:1    | 0:2    | X          | 0:0      |
| Irlandia   | 1:1      | 1:0  | 2:1    | 2:2    | 0:0        | X        |

### Baraże
| 14 listopada 2009 | Irlandia | 0:10:0 | Francja · Nicolas Anelka 72' | Croke Park, Dublin Sędzia: Felix Brych |
|                   |          |        |                              |                                        |

| 18 listopada 2009 | Francja · William Gallas 103' | 1:1 (dogr.)0:1 | Irlandia · Robbie Keane 32' | Stade de France, Paryż Sędzia: Martin Hansson |
|                   |                               |                |                             |                                               |

## Eliminacje doMistrzostw Europy w Piłce Nożnej 2012

### Grupa B
| Zespół             | Pkt | M  | W | R | P  | Br+ | Br− | +/− |
| ------------------ | --- | -- | - | - | -- | --- | --- | --- |
| Rosja              | 23  | 10 | 7 | 2 | 1  | 17  | 4   | +13 |
| Irlandia           | 21  | 10 | 6 | 3 | 1  | 15  | 7   | +8  |
| Armenia            | 17  | 10 | 5 | 2 | 3  | 22  | 10  | +12 |
| Słowacja           | 15  | 10 | 4 | 3 | 3  | 7   | 10  | −3  |
| Macedonia Północna | 8   | 10 | 2 | 2 | 6  | 8   | 14  | −6  |
| Andora             | 0   | 10 | 0 | 0 | 10 | 1   | 25  | −24 |

|                    | Andora | Armenia | Macedonia Północna | Irlandia | Rosja | Słowacja |
| ------------------ | ------ | ------- | ------------------ | -------- | ----- | -------- |
| Andora             | X      | 0:3     | 0:2                | 0:2      | 0:2   | 0:1      |
| Armenia            | 4:0    | X       | 4:1                | 0:1      | 0:0   | 3:1      |
| Macedonia Północna | 1:0    | 2:2     | X                  | 0:2      | 0:1   | 1:1      |
| Irlandia           | 3:1    | 2:1     | 2:1                | X        | 2:3   | 0:0      |
| Rosja              | 6:0    | 3:1     | 1:0                | 0:0      | X     | 0:1      |
| Słowacja           | 1:0    | 0:4     | 1:0                | 1:1      | 0:1   | X        |

### Baraże
| 11 listopada 2011 20:45 CET | Estonia | 0:4(0:1)Raport | Irlandia · 13' Andrews · 67' Walters · 71', 88' (k) Keane | A. Le Coq Arena, Tallinn Widzów: 9692 Sędzia: Viktor Kassai |
|                             |         |                |                                                           |                                                             |

| 15 listopada 2011 20:45 CET | Irlandia · Ward 32' | 1:1(1:0)Raport | Estonia · 56' Vassiljev | Aviva Stadium, Dublin Widzów: 51 151 Sędzia: Björn Kuipers |
|                             |                     |                |                         |                                                            |

## Mistrzostwa Europy w Piłce Nożnej 2012

### Grupa C
| Zespół    | Pkt | M | W | R | P | Br+ | Br− | +/− |
| --------- | --- | - | - | - | - | --- | --- | --- |
| Hiszpania | 7   | 3 | 2 | 1 | 0 | 6   | 1   | +5  |
| Włochy    | 5   | 3 | 1 | 2 | 0 | 4   | 2   | +2  |
| Chorwacja | 4   | 3 | 1 | 1 | 1 | 4   | 3   | +1  |
| Irlandia  | 0   | 3 | 0 | 0 | 3 | 1   | 9   | -8  |

### Mecze Irlandczyków w ramach Euro 2012
| 10 czerwca 2012 20:45 CEST | Irlandia · Sean St Ledger 19' | 1:3(1:2)Raport | Chorwacja · 3', 48' Mario Mandžukić · 43' Nikica Jelavić | Stadion Miejski, Poznań Widzów: 39 550 Sędzia: Björn Kuipers |
|                            |                               |                |                                                          |                                                              |

| 14 czerwca 2012 20:45 CEST | Hiszpania · Fernando Torres 4', 70' · David Silva 49' · Cesc Fàbregas 83' | 4:0(1:0)Raport | Irlandia | PGE Arena, Gdańsk Widzów: 39 150 Sędzia: Pedro Proença |
|                            |                                                                           |                |          |                                                        |

| 18 czerwca 2012 20:45 CEST | Włochy · Antonio Cassano 35' · Mario Balotelli 90' | 2:0(1:0)Raport | Irlandia | Stadion Miejski, Poznań Widzów: 38 794 Sędzia: Cüneyt Çakır |
|                            |                                                    |                |          |                                                             |

## Eliminacje doMistrzostw Świata w Piłce Nożnej 2014

### Grupa C
| Lp. | Drużyna     | M  | Mecze | Mecze | Mecze | Bramki | Bramki | Bramki | Pkt |
| Lp. | Drużyna     | M  | W     | R     | P     | +      | −      | +/−    | Pkt |
| --- | ----------- | -- | ----- | ----- | ----- | ------ | ------ | ------ | --- |
| 1.  | Niemcy      | 10 | 9     | 1     | 0     | 36     | 10     | +26    | 28  |
| 2.  | Szwecja     | 10 | 6     | 2     | 2     | 19     | 14     | +5     | 20  |
| 3.  | Austria     | 10 | 5     | 2     | 3     | 20     | 10     | +10    | 17  |
| 4.  | Irlandia    | 10 | 4     | 2     | 4     | 16     | 17     | −1     | 14  |
| 5.  | Kazachstan  | 10 | 1     | 2     | 7     | 6      | 21     | −15    | 5   |
| 6.  | Wyspy Owcze | 10 | 0     | 1     | 9     | 4      | 29     | −25    | 1   |

## Eliminacje doMistrzostw Europy w Piłce Nożnej 2016

### Grupa D
| Zespół    | Pkt | M  | W | R | P  | Br+ | Br− | +/− |
| --------- | --- | -- | - | - | -- | --- | --- | --- |
| Niemcy    | 22  | 10 | 7 | 1 | 2  | 24  | 9   | +15 |
| Polska    | 21  | 10 | 6 | 3 | 1  | 33  | 10  | +23 |
| Irlandia  | 18  | 10 | 5 | 3 | 2  | 19  | 7   | +12 |
| Szkocja   | 15  | 10 | 4 | 3 | 3  | 22  | 12  | +10 |
| Gruzja    | 9   | 10 | 3 | 0 | 7  | 10  | 16  | −6  |
| Gibraltar | 0   | 10 | 0 | 0 | 10 | 2   | 56  | −54 |

|           | Niemcy | Polska | Irlandia | Szkocja | Gruzja | Gibraltar |
| --------- | ------ | ------ | -------- | ------- | ------ | --------- |
| Niemcy    | X      | 3:1    | 1:1      | 2:1     | 2:1    | 4:0       |
| Polska    | 2:0    | X      | 2:1      | 2:2     | 4:0    | 8:1       |
| Irlandia  | 1:0    | 1:1    | X        | 1:1     | 1:0    | 7:0       |
| Szkocja   | 2:3    | 2:2    | 1:0      | X       | 1:0    | 6:1       |
| Gruzja    | 0:2    | 0:4    | 1:2      | 1:0     | X      | 4:0       |
| Gibraltar | 0:7    | 0:7    | 0:4      | 0:6     | 0:3    | X         |

### Baraże
| 13 listopada 2015 | Bośnia i Hercegowina · Džeko 85' | 1:1(0:0)Raport | Irlandia · 82' Brady | Bilino Polje, Zenica Sędzia: Felix Brych |
|                   |                                  |                |                      |                                          |

| 16 listopada 2015 | Irlandia · Walters 24' (k), 70' | 2:0(1:0)Raport | Bośnia i Hercegowina | Aviva Stadium, Dublin Sędzia: Björn Kuipers |
|                   |                                 |                |                      |                                             |

## Mistrzostwa Europy w Piłce Nożnej 2016

### Grupa E
Legenda:
     awans do 1/8 finału
     odpadnięcie z turnieju
| Zespół   | Pkt | M | W | R | P | Br+ | Br− | +/− |
| -------- | --- | - | - | - | - | --- | --- | --- |
| Włochy   | 6   | 3 | 2 | 0 | 1 | 3   | 1   | +2  |
| Belgia   | 6   | 3 | 2 | 0 | 1 | 4   | 2   | +2  |
| Irlandia | 4   | 3 | 1 | 1 | 1 | 2   | 4   | -2  |
| Szwecja  | 1   | 3 | 0 | 1 | 2 | 1   | 3   | -2  |

### Mecze Irlandczyków w ramach Euro 2016
| 9 13 czerwca 2016 18:00 CEST | Irlandia · Wes Hoolahan 48' | 1:1(0:0)Raport | Szwecja · 71' (sam.) Ciaran Clark | Stade de France, Saint-Denis Widzów: 73 419 Sędzia: Milorad Mažić |
|                              |                             |                |                                   |                                                                   |

| 22 18 czerwca 2016 15:00 CEST | Belgia · Romelu Lukaku 48', 70' · Axel Witsel 61' | 3:0(0:0)Raport | Irlandia | Stade Matmut-Atlantique, Bordeaux Widzów: 39 493 Sędzia: Cüneyt Çakır |
|                               |                                                   |                |          |                                                                       |

| 35 22 czerwca 2016 21:00 CEST | Włochy | 0:1(0:0)Raport | Irlandia · 85' Robbie Brady | Stade Pierre-Mauroy, Lille Widzów: 44 268 Sędzia: Ovidiu Hațegan |
|                               |        |                |                             |                                                                  |

### 1/8 finału
| 40 26 czerwca 2016 15:00 CEST | Francja · Antoine Griezmann 58', 61' | 2:1(0:1)Raport | Irlandia · 2' (k.) Robbie Brady | Parc OL, Lyon Widzów: 56 279 Sędzia: Nicola Rizzoli |
|                               |                                      |                |                                 |                                                     |

## Eliminacje doMistrzostw Świata w Piłce Nożnej 2018

### Grupa D
| Lp. | Drużyna  | M  | Mecze | Mecze | Mecze | Bramki | Bramki | Bramki | Pkt |
| Lp. | Drużyna  | M  | W     | R     | P     | +      | −      | +/−    | Pkt |
| --- | -------- | -- | ----- | ----- | ----- | ------ | ------ | ------ | --- |
| 1.  | Serbia   | 10 | 6     | 3     | 1     | 20     | 10     | +10    | 21  |
| 2.  | Irlandia | 10 | 5     | 4     | 1     | 12     | 6      | +6     | 19  |
| 3.  | Walia    | 10 | 4     | 5     | 1     | 13     | 6      | +7     | 17  |
| 4.  | Austria  | 10 | 4     | 3     | 3     | 14     | 12     | +2     | 15  |
| 5.  | Gruzja   | 10 | 0     | 5     | 5     | 8      | 14     | −6     | 5   |
| 6.  | Mołdawia | 10 | 0     | 2     | 8     | 4      | 23     | −19    | 2   |

### Baraże
| 11 listopada 2017 20:45 CET | Dania | 0:0(0:0)Raport | Irlandia | Parken, Kopenhaga Widzów: 36 189 Sędzia: Milorad Mažić |
|                             |       |                |          |                                                        |

| 14 listopada 2017 20:45 CET | Irlandia · Duffy 6' | 1:5(1:2) | Dania · 29' A. Christensen · 32', 63', 74' Eriksen · 90' (k) Bendtner | Aviva Stadium, Dublin Widzów: 50000 Sędzia: Szymon Marciniak |
|                             |                     |          |                                                                       |                                                              |

## Eliminacje doMistrzostw Europy w Piłce Nożnej 2020

### Grupa D
| Zespół     | Pkt | M | W | R | P | Br+ | Br− | +/− |
| ---------- | --- | - | - | - | - | --- | --- | --- |
| Szwajcaria | 17  | 8 | 5 | 2 | 1 | 19  | 6   | +13 |
| Dania      | 16  | 8 | 4 | 4 | 0 | 23  | 6   | +17 |
| Irlandia   | 13  | 8 | 3 | 4 | 1 | 7   | 5   | +2  |
| Gruzja     | 8   | 8 | 2 | 2 | 4 | 7   | 11  | -4  |
| Gibraltar  | 0   | 8 | 0 | 0 | 8 | 3   | 31  | -28 |

|            | Szwajcaria | Dania | Irlandia | Gruzja | Gibraltar |
| ---------- | ---------- | ----- | -------- | ------ | --------- |
| Szwajcaria | X          | 3:3   | 2:0      | 1:0    | 4:0       |
| Dania      | 1:0        | X     | 1:1      | 5:1    | 6:0       |
| Irlandia   | 1:1        | 1:1   | X        | 1:0    | 2:0       |
| Gruzja     | 0:2        | 0:0   | 0:0      | X      | 3:0       |
| Gibraltar  | 1:6        | 0:6   | 0:1      | 2:3    | X         |

#### Baraże o udział w Euro 2020

##### Półfinały
| 8 października 2020 20:45 CET                                 | Słowacja | 0:0 (dogr.) k. 4:2(0:0, 0:0, 0:0)Raport                     | Irlandia | Národný futbalový štadión, Bratysława Widzów: 0 Sędzia: Clément Turpin |
|                                                               |          |                                                             |          |                                                                        |
|                                                               |          | Rzuty karne                                                 |          |                                                                        |
| Marek Hamšík · Patrik Hrošovský · Lukáš Haraslín · Ján Greguš |          | Conor Hourihane · Robbie Brady · Alan Browne · Matt Doherty |          |                                                                        |

## Udział wMistrzostwach Europy
- 1960–1984 – Nie zakwalifikowała się
- 1988 – Faza grupowa
- 1992–2008 – Nie zakwalifikowała się
- 2012 – Faza grupowa
- 2016 – 1/8 finału
- 2020 –2024 – Nie zakwalifikowała się

## Rekordziści
Kolorem niebieskim zaznaczono wciąż aktywnych piłkarzy
| Lp. | Zawodnik       | Lata gry w kadrze | Mecze | Bramki |
| --- | -------------- | ----------------- | ----- | ------ |
| 1.  | Robbie Keane   | 1998–2016         | 146   | 68     |
| 2.  | Shay Given     | 1996–2012         | 134   | 0      |
| 3.  | John O’Shea    | 2001–             | 117   | 3      |
| 4.  | Kevin Kilbane  | 1997–2011         | 110   | 8      |
| 5.  | Steve Staunton | 1988–2002         | 102   | 8      |
| 6.  | Damien Duff    | 1998–2012         | 100   | 8      |
| 7.  | Aiden McGeady  | 2004–             | 93    | 5      |
| 8.  | Niall Quinn    | 1986–2002         | 91    | 21     |
| 9.  | Tony Cascarino | 1985–2000         | 88    | 19     |
| 10. | Paul McGrath   | 1985–1997         | 83    | 8      |

| Lp. | Zawodnik        | Lata gry w kadrze | Bramki | Mecze |
| --- | --------------- | ----------------- | ------ | ----- |
| 1.  | Robbie Keane    | 1998–2016         | 68     | 146   |
| 2.  | Niall Quinn     | 1986–2002         | 21     | 91    |
| 3.  | Frank Stapleton | 1976–1990         | 20     | 71    |
| 4.  | Don Givens      | 1969–1981         | 19     | 56    |
| 4.  | John Aldridge   | 1986–1996         | 19     | 69    |
| 4.  | Tony Cascarino  | 1986–2000         | 19     | 88    |
| 7.  | Shane Long      | 2007–             | 17     | 82    |
| 8.  | Noel Cantwell   | 1953–1967         | 14     | 36    |
| 8.  | Kevin Doyle     | 2006–2017         | 14     | 63    |
| 10. | Jimmy Dunne     | 1930–1939         | 13     | 15    |
| 10. | Gerry Daly      | 1973–1986         | 13     | 48    |

## Selekcjonerzy reprezentacji Irlandii od lat 80.
- 1980–1985 –  Eoin Hand
- 1986–1995 –  Jack Charlton
- 1996–2002 –  Mick McCarthy
- 2002 –  Don Givens (tymczasowo)
- 2003–2005 –  Brian Kerr
- 2006–2007 –  Steve Staunton
- 2007–2008 –  Don Givens (tymczasowo)
- 2008–2013 –  Giovanni Trapattoni
- 2013–2018 –  Martin O’Neill
- 2018–2020 –  Mick McCarthy
- 2020–nadal  Stephen Kenny